# Christian Friedrich August von Saher
Christian Friedrich August von Saher (* 12. August 1718 in Auglitz; † 13. März 1783 in Kyritz) war ein preußischer Generalmajor, Chef des Kürassierregiments Nr. 2 und Ritter des Ordens Pour le Mérite.

## Leben

### Herkunft
Er entstammt der Familie von Saher zum Weißenstein.

### Militärkarriere
Saher studierte auf dem Kloster Schulpforte und später in Leipzig. 1735 trat er sächsische Dienste, nahm an den Feldzügen in Polen und Ungarn teil und kämpfte in den Schlachten bei Panczowa (30. Juli 1739) und an der Timok.
1741 wechselte er mit General Ernst Christoph von Nassau in preußische Dienste. Saher kam zum Dragonerregiment „Platen“ und stieg dort bis 1762 zum Major auf. 1773 wurde er Oberstleutnant und am 30. August 1780 Oberst. 1782 wurde er Chef des Kürassierregiments „Weyherr“ und gleichzeitig Generalmajor.
In seiner preußischen Zeit nahm er an den Belagerungen von Neisse, Prag und Kosel teil und kämpfte in den Schlachten bei Hohenfriedberg, Breslau, Leuthen, Kunersdorf und Freiberg sowie bei Meissen und Maxen. 1759 nach den Kämpfen bei Meuro erhielt er den Orden Pour le Mérite. Bei den Kämpfen in Freiberg wurde er am Unterleib verwundet, aber er erhielt auch eine Belobigung durch Prinz Heinrich und den König.
Er starb am 13. März 1783 in Kyritz.

### Familie
Saher verheiratete sich 1742 mit Karoline Spott gen. Tirpick aus Neuhof in Böhmen. Ihr Vater war Oberstallmeister bei Fürsten Esterházy. Das Paar hatte 18 Kinder, von denen 1763 aber nur noch vier lebten.